# Kiselsyre
Kiselsyre er et generelt navn på en familie af kemiske forbindelser af silicium, brint og ilt, med den generelle formel [SiOx(OH)4-2x]n. Visse simple kiselsyrer er blevet identificeret i meget fortyndet vandig opløsning, blandt andet metakiselsyre (H2SiO3), ortokiselsyre (H4SiO4, pKa1=9.84, pKa2=13.2 ved 25°C), dikiselsyre (H2Si2O5), og pyrokiselsyre (H6Si2O7); i fast form kondenserer disse imidlertid til komplekse, polymere kiselsyrer.
Kiselsyrer kan dannes ved forsuring af silikatsalte (f.eks. natriumsilikat) i vandig opløsning. Ved opvarmning fordamper vandet, og tilbage bliver kiselgel, en aktiv form for siliciumdioxid.
I havene findes silicium primært som ortokiselsyre (H4SiO4), og dens biogeokemiske cyklus bliver reguleret af en gruppe af alger kendt som diatomeer. Disse alger polymeriserer kiselsyren til såkaldt biogen silica, som de bruger til at danne cellevægge, de såkaldte frustuler, med.